# U.C. Trevigiani Energiapura Marchiol
U.C. Trevigiani Energiapura Marchiol — итальянская, а затем болгарская велокоманда, выступавшая как континентальная команда UCI c 2014 по 2018 годы. Она наиболее известна тем, что вывела многих итальянских велосипедистов на профессиональный уровень.

## История команды
Команда, основанная в 1913 году в Порта-Сан-Томазо (Тревизо) на базе велоклуба Unione Ciclisti Trevigiani на протяжении многих сезонов выступала сначала в любительской категории, а затем в категории Elite/Under-23. За всю историю существования клуба в нём профессионально выступало большое количество велосипедистов, в том числе такие имена, как Адольфо Гроссо, Пьетро Дзоппас, Вендрамино Баривьера, Гвидо Де Россо, Франко Пеллицотти, Алессандро Баллан, Джакомо Ниццоло и Марко Коледан.
В последние годы команда под руководством Мирко Россато выиграла чемпионат мира по шоссейному велоспорту до 23 лет с Франческо Чикки в 2002 году, чемпионат мира велокроссу до 23 лет с Энрико Францои в 2003 году и три Giri d’Italia Dilettanti/Under-23 с Роберто Сгамбеллури (1996), Раффаэле Феррара (2000) и Маттиа Каттанео (2011).
В 2010 году команда объединилась с Bottoli-Nordelettrica-Ramonda и образовала Trevigiani-Dynamon-Bottoli.
В 2014 году команда получила лицензию континентальной команды от UCI под названием MG Kvis-Trevigiani и перевела из Тревизо как штаб-квартиру (в Бонемерсе), так и спортивную деятельность (в Поццоново), последняя перешла в руки Марко Милези. К тому же 2014 году относится историческое участие команды в командной гонке на чемпионате мира в Понферраде, финишировав на 25-м месте из 29 команд на старте.
В следующем году она была переименована в Unieuro Wilier.
В 2015 году MG.K Vis стала спонсором команды Vega-Hotsand; команда, таким образом, получила название Unieuro-Wilier-Trevigiani, благодаря вхождению в состав компании сети Unieuro.
В 2016 году команда одержала пятнадцать побед, утвердившись на европейской континентальной арене и став лучшей итальянской командой в своей категории.
В 2017 году, после слияния с болгарской спортивной группой Hemus 1896, команда получила болгарскую континентальную лицензию и название Unieuro Trevigiani-Hemus 1896.
В 2019 году, после прекращения существования Hemus 1896, происходит слияние с командой Sangemini, в результате чего образуется Sangemini Trevigiani MG.K Vis для гонщиков до 23 лет, новая команда категории Continental, подхватившая наследие исторической команды Trevigiani. Объединение заканчивается в конце 2020 года.
С 2021 года команда снова активна в категории Elite/Under-23 под названием U.C. Trevigiani Campana Imballaggi Geo&Tex 2000.

## Рейтинг UCI
В таблице ниже представлен рейтинг команды по итогам мирового тура UCI, а также её лучший гонщик в личном зачёте.
| Мировой рейтинг UCI | Мировой рейтинг UCI | Мировой рейтинг UCI      | Мировой рейтинг UCI |
| Год                 | Командный рейтинг   | Лучший гонщик в рейтинге |                     |
| ------------------- | ------------------- | ------------------------ | ------------------- |
| 2016                | -                   | Мауро Финетто (136-й)    |                     |
| 2017                | -                   | Николас Тивани (362-й)   |                     |
| 2018                | -                   | Николас Тивани (349-й)   |                     |
|                     |                     |                          |                     |
| Источник: UCI       |                     |                          |                     |

Команда принимала участие и в различных континентальных турах UCI.
| Европейский тур UCI | Европейский тур UCI | Европейский тур UCI         | Европейский тур UCI |
| Год                 | Командный рейтинг   | Лучший гонщик в рейтинге    |                     |
| ------------------- | ------------------- | --------------------------- | ------------------- |
| 2014                | 25-й                | Кристиан Деле Стелле (65-й) |                     |
| 2015                | 30-й                | Симоне Петилли (53-й)       |                     |
| 2016                | 24-й                | Мауро Финетто (63-й)        |                     |
| 2017                | 70-й                | Николас Тивани (391-й)      |                     |
| 2018                | 53-й                | Николас Тивани (177-й)      |                     |
|                     |                     |                             |                     |
| Источник: UCI       |                     |                             |                     |

| Американский тур UCI | Американский тур UCI | Американский тур UCI     | Американский тур UCI |
| Год                  | Командный рейтинг    | Лучший гонщик в рейтинге |                      |
| -------------------- | -------------------- | ------------------------ | -------------------- |
| 2014                 | 32-й                 | Rino Gasparrini (210-й)  |                      |
| 2015                 | 26-й                 | Lucas Gaday (63-й)       |                      |
| 2017                 | 16-й                 | Николас Тивани (42-й)    |                      |
| 2018                 | -                    | Кристофер Хурадо (91-й)  |                      |
|                      |                      |                          |                      |
| Источник: UCI        |                      |                          |                      |

| Азиатский тур UCI | Азиатский тур UCI | Азиатский тур UCI          | Азиатский тур UCI |
| Год               | Командный рейтинг | Лучший гонщик в рейтинге   |                   |
| ----------------- | ----------------- | -------------------------- | ----------------- |
| 2015              | 59-й              | Марко Теччио (152-й)       |                   |
| 2016              | 35-й              | Мауро Финетто (92-й)       |                   |
| 2018              | -                 | Мануэль Пеньяльвер (342-й) |                   |
|                   |                   |                            |                   |
| Источник: UCI     |                   |                            |                   |

| Африканский тур UCI | Африканский тур UCI | Африканский тур UCI        | Африканский тур UCI |
| Год                 | Командный рейтинг   | Лучший гонщик в рейтинге   |                     |
| ------------------- | ------------------- | -------------------------- | ------------------- |
| 2015                | 13-й                | Rino Gasparrini (139-й)    |                     |
| 2016                | 10-й                | Алессандро Малагути (91-й) |                     |
| 2017                | 21-й                | Абдурахим Захири (108-й)   |                     |
|                     |                     |                            |                     |
| Источник: UCI       |                     |                            |                     |

## Сезон 2018 года
| Состав 2018            | Состав 2018     | Состав 2018           | Состав 2018 |
| Гонщик                 | Дата рождения   | Предыдущая команда    |             |
| ---------------------- | --------------- | --------------------- | ----------- |
| Хавьер Игнасио Монтойя | 17 октября 1997 | Medellín-Inder (2017) |             |
| Adrián Vargas Pinto    | 15 мая 1998     |                       |             |
| Мануэль Пеньяльвер     | 10 декабря 1998 |                       |             |
|                        |                 |                       |             |
| Источник: UCI          |                 |                       |             |

| Победы | Победы | Победы | Победы     | Победы | Победы |
| Дата   | Гонка  | Кат.   | Победитель |        |        |
| ------ | ------ | ------ | ---------- | ------ | ------ |

## Предыдущие сезоны
| Состав 2017                                 | Состав 2017      | Состав 2017                              | Состав 2017 |
| Гонщик                                      | Дата рождения    | Предыдущая команда                       |             |
| ------------------------------------------- | ---------------- | ---------------------------------------- | ----------- |
| Жуан Педру Алмейда                          | 5 августа 1998   |                                          |             |
| Йордан Андреев                              | 2 ноября 1994    |                                          |             |
| Andrea Cacciotti                            | 19 ноября 1996   |                                          |             |
| Riccardo Cenghialta                         | 7 января 1997    |                                          |             |
| Станамир Чолаков                            | 17 декабря 1991  |                                          |             |
| Teodor Kolev                                | 12 сентября 1998 |                                          |             |
| Mihail Mihailov                             | 19 марта 1997    |                                          |             |
| Kristian Mitev                              | 28 сентября 1998 |                                          |             |
| Marco Molteni                               | 10 октября 1996  |                                          |             |
| Симоне Раванелли                            | 4 июля 1995      |                                          |             |
| Vladimir Rusenov                            | 24 мая 1995      |                                          |             |
| Николас Тивани                              | 31 октября 1995  | World Cycling Centre (2016)              |             |
| Sergio Vega                                 | 24 декабря 1995  | Gomur-Liebana 2017-Ferroatlántica (2016) |             |
| José Viejo                                  | 8 декабря 1997   |                                          |             |
| Mattia Viel                                 | 22 апреля 1995   | Chambéry CF (2015)                       |             |
| Абдурахим Захири                            | 1 января 1996    | World Cycling Centre (2016)              |             |
|                                             |                  |                                          |             |
| Источники: ProCyclingStats Cycling Quotient |                  |                                          |             |

| Победы | Победы | Победы | Победы     | Победы | Победы |
| Дата   | Гонка  | Кат.   | Победитель |        |        |
| ------ | ------ | ------ | ---------- | ------ | ------ |

| Состав 2016                                 | Состав 2016      | Состав 2016                          | Состав 2016 |
| Гонщик                                      | Дата рождения    | Предыдущая команда                   |             |
| ------------------------------------------- | ---------------- | ------------------------------------ | ----------- |
| Andrea Cacciotti                            | 19 ноября 1996   |                                      |             |
| Джованни Карбони                            | 31 августа 1995  | Area Zero (2014)                     |             |
| Ottavio Dotti                               | 27 июня 1997     |                                      |             |
| Мауро Финетто                               | 10 мая 1985      | Southeast (2015)                     |             |
| Маттиа Фраппорти                            | 2 июля 1994      |                                      |             |
| Алессандро Малагути                         | 22 сентября 1987 | Nippo-Vini Fantini (2015)            |             |
| Маттео Малучелли                            | 20 октября 1993  | Idea 2010 ASD (2015)                 |             |
| Marco Molteni                               | 10 октября 1996  |                                      |             |
| Giovanni Pedretti (1 янв–15 июн)            | 9 мая 1996       |                                      |             |
| Davide Plebani                              | 24 июля 1996     |                                      |             |
| Симоне Раванелли                            | 4 июля 1995      |                                      |             |
| Энрико Сальвадор                            | 30 ноября 1994   | Zalf Euromobil Désirée Fior (2015)   |             |
| Марко Теччио                                | 31 августа 1994  |                                      |             |
| Алекс Туррин                                | 3 июня 1992      |                                      |             |
| Mattia Viel                                 | 22 апреля 1995   | Chambéry CF (2015)                   |             |
| Алессандро Федели (1 авг–31 дек, стажёр)    | 2 марта 1996     | General Store Bottoli Zardini (2016) |             |
| Stefano Moro (1 авг–31 дек, стажёр)         | 22 июня 1997     |                                      |             |
|                                             |                  |                                      |             |
| Источники: ProCyclingStats Cycling Archives |                  |                                      |             |

| Победы | Победы | Победы | Победы     | Победы | Победы |
| Дата   | Гонка  | Кат.   | Победитель |        |        |
| ------ | ------ | ------ | ---------- | ------ | ------ |

| Состав 2015   | Состав 2015   | Состав 2015        | Состав 2015 |
| Гонщик        | Дата рождения | Предыдущая команда |             |
| ------------- | ------------- | ------------------ | ----------- |
|               |               |                    |             |
| Источник: UCI |               |                    |             |

| Победы | Победы | Победы | Победы     | Победы | Победы |
| Дата   | Гонка  | Кат.   | Победитель |        |        |
| ------ | ------ | ------ | ---------- | ------ | ------ |

| Состав 2014   | Состав 2014   | Состав 2014        | Состав 2014 |
| Гонщик        | Дата рождения | Предыдущая команда |             |
| ------------- | ------------- | ------------------ | ----------- |
|               |               |                    |             |
| Источник: UCI |               |                    |             |

| Победы | Победы | Победы | Победы     | Победы | Победы |
| Дата   | Гонка  | Кат.   | Победитель |        |        |
| ------ | ------ | ------ | ---------- | ------ | ------ |